# Жаклин Буайе
Жаклин Буайе (фр. Jacqueline Boyer, настоящее имя Элиан Дюко (фр. Eliane Ducos), родилась 23 апреля 1941, Париж) — французская эстрадная певица и актриса.
Родилась в семье известных певцов Жака Пиллса (Рене Дюко) и Люсьен Буайе. Стала победительницей конкурса песни Евровидение в 1960 году с песней «Tom Pillibi», ставшей затем хитом во многих странах. Примечательно, что на предыдущем конкурсе её отец, представляя Монако, занял последнее место.
После успеха на конкурсе выступала в программах Шарля Азнавура, Жака Бреля, а также в ряде американских телешоу. Определённый период времени выходила на сцену под псевдонимом Барбара Бентон, затем вернулась к прежнему артистическому имени.

## Фильмография
- Caravan (1946)
- Das Rätsel der grünen Spinne (1960)
- Gauner-serenade (1960)
- Der nächste Urlaub kommt bestimmt (1966)
- Diabolo menthe (1977)